# Ectemnonotops nitida
Ectemnonotops nitida är en insektsart som beskrevs av Schmidt 1910. Ectemnonotops nitida ingår i släktet Ectemnonotops och familjen spottstritar. Inga underarter finns listade i Catalogue of Life.